# Givry, Ardennes

Givry este o comună în departamentul Ardennes din nordul Franței. În 1 ianuarie 2022 avea o populație de 266 de locuitori.